# Givarlais
Givarlais est une ancienne commune française, située dans le département de l'Allier en région Auvergne-Rhône-Alpes, devenue, le 1er janvier 2016, une commune déléguée de la commune nouvelle de Haut-Bocage.

## Politique et administration
| Période                                  | Période       | Identité             | Étiquette | Qualité              |
| ---------------------------------------- | ------------- | -------------------- | --------- | -------------------- |
| Les données manquantes sont à compléter. |               |                      |           |                      |
| avant 1978                               | ?             | Roger Limoges        | PS        |                      |
| mars 2001                                | décembre 2015 | Jean-Michel Laprugne |           | Agriculteur retraité |

## Démographie
L'évolution du nombre d'habitants est connue à travers les recensements de la population effectués dans la commune depuis 1793. À partir du 1er janvier 2009, les populations légales des communes sont publiées annuellement dans le cadre d'un recensement qui repose désormais sur une collecte d'information annuelle, concernant successivement tous les territoires communaux au cours d'une période de cinq ans. 
Pour les communes de moins de 10 000 habitants, une enquête de recensement portant sur toute la population est réalisée tous les cinq ans, les populations légales des années intermédiaires étant quant à elles estimées par interpolation ou extrapolation. Pour la commune, le premier recensement exhaustif entrant dans le cadre du nouveau dispositif a été réalisé en 2006,.
En 2013, la commune comptait 246 habitants, en évolution de +3,8 % par rapport à 2008 (Allier : +0 %, France hors Mayotte : +2,49 %).
| 1793 | 1800 | 1806 | 1821 | 1831 | 1836 | 1841 | 1846 | 1851 |
| ---- | ---- | ---- | ---- | ---- | ---- | ---- | ---- | ---- |
| 460  | 403  | 441  | 498  | 534  | 539  | 521  | 541  | 541  |

| 1856 | 1861 | 1866 | 1872 | 1876 | 1881 | 1886 | 1891 | 1896 |
| ---- | ---- | ---- | ---- | ---- | ---- | ---- | ---- | ---- |
| 509  | 559  | 574  | 588  | 603  | 603  | 616  | 609  | 606  |

| 1901 | 1906 | 1911 | 1921 | 1926 | 1931 | 1936 | 1946 | 1954 |
| ---- | ---- | ---- | ---- | ---- | ---- | ---- | ---- | ---- |
| 594  | 574  | 546  | 463  | 438  | 404  | 382  | 361  | 375  |

| 1962 | 1968 | 1975 | 1982 | 1990 | 1999 | 2006 | 2011 | 2013 |
| ---- | ---- | ---- | ---- | ---- | ---- | ---- | ---- | ---- |
| 308  | 261  | 250  | 225  | 251  | 227  | 241  | 248  | 246  |

## Lieux et monuments
- Église Saint-Genès du XIXe siècle
- Château et chapelle des XIVe et XVe siècles